# 엘리아후 인발

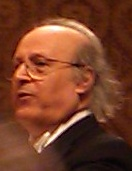

엘리아후 인발(Eliahu Inbal, 1936년 2월 16일~ )은 이스라엘 출신의 지휘자이다. 1965년 런던 필하모닉 오케스트를 지휘하며 데뷔하였고, 프랑크푸르트 방송교향악단, 베니스의 라 페니체 극장 오케스트라, 베를린 콘체르트하우스 오케스트라, 체코 필하모닉 오케스트라, 그리고 도쿄 메트로폴리탄 심포니 오케스트라에서 수석•상임 지휘자를 역임했다.

## 교육
예루살렘 음악학교에서 바이올린과 작곡을 전공하였으며 레너드 번스타인의 추천으로 파리국립음악학교에 입학해 루이 푸레스티에, 올리비에 메시앙, 그리고 나디아 불랑제를 사사했다. 네덜란드 힐베르쉼의 프랑코 페라라와 이탈리아 시에나의 세르주 첼리비다케 또한 그에게 중요한 영향을 끼쳤다.

## 경력
- 2009~2012 체코 필하모닉 오케스트라 수석 지휘자[2]
- 2008~ 메트로폴리탄 심포니 오케스트라 상임지휘자
- 2001~2006 베를린 콘체르트하우스오케스트라 상임지휘자
- 1984~1989 베니스 페니체 극장 상임지휘자
- 1974~1990 프랑크푸르트 라디오 심포니 오케스트라 수석지휘자

인발은 26세의 나이로 귀도 칸텔리 지휘 콩쿠르에서 1위로 입상한 뒤 세계 최고 오케스트라를 지휘하게 되며 국제적인 음악 커리어를 쌓아 왔다. 그는 프랑크푸르트 방송교향악단, 베니스의 라 페니체 극장 오케스트라, 베를린 콘체르트하우스 오케스트라, 체코 필하모닉 오케스트라, 그리고 도쿄 메트로폴리탄 심포니 오케스트라에서 수석•상임 지휘자를 역임했다.
그는 1974년부터 1990년까지 프랑크푸르트 방송교향악단의 수석 지휘자로 그 이름을 떨치게 되었다. 현재 파리에 거주 중인 그는 말러와 브루크너 해석으로 독일 레코드상(Deutscher Schallplattenpreis)과 파리 그랑프리 뒤 디스크(Grand Prix du Disque) 등 여러 음반 상을 수상했으며, 브루크너 교향곡의 원곡을 최초로 녹음해 세계적으로 찬사를 받았다. 특히 그의 쇼스타코비치 해석은 음악계에서 인지도를 높인 바 있다.
2016년 80번째 생일을 맞이한 엘리아후 인발은 스위스 바셀, 오스트리아 비엔나, 모나코의 몬테-카를로 봄 축제 등지에서 객원지휘자로 슈투트가르트 라디오 심포니 오케스트라 공연을 지휘 했으며, 라디오 프랑스 필하모닉 오케스트라와 함께 파리 필하모니에서 브루크너 교향곡 9번을, 베를린 콘체르트하우스와 독일 프랑크푸르트 오페라하우스 알테 오퍼에서 브루크너 교향곡 4번을, 그리고 라 페니체 극장 오케스트라와 함께 브루크너 교향곡 8번을 지휘 했다. 또한 그는 아시아 지역에서 그가 현재 명예 지휘자로 있는 도쿄 메트로폴리탄 심포니 오케스트라를 비롯해 서울시향 정기공연을 지휘 했다.

## 음반
엘리아후 인발의 음반으로는 베를리오즈, 브람스, 브루크너, 말러, 라벨, 슈만, 쇼팽, 쇼스타코비치, 스크랴빈, 스트라빈스키, 리하르트 슈트라우스, 그리고 제2 비엔나 악파의 작품이 있으며, 해당 음반들은 프랑크푸르트 방송교향악단, 런던 필하모니아 오케스트라, 프랑스국립오케스트라, 비엔나 심포니 오케스트라, 런던 필하모닉 오케스트라, 스위스 로망드 오케스트라, 그리고 체코 필하모닉 오케스트라와 함께 녹음했다. 로열 콘세르트허바우 오케스트라의 말러 사이클 중 그가 지휘한 말러 ‘교향곡 제10번’(D. Cooke의 완성 교향곡)은 DVD로 발매되기도 했다.

## 수상
아코루냐 오페라 페스티벌에서 지휘 한 ‘트리스탄과 이졸데’는 국제 오페라상을 수상하기도 했다. 또한 그는 이탈리아 방송협회 국립오케스트라(RAI)와 함께한 바그너 ‘니벨룽의 반지’의 독특한 해석으로 이탈리아 음악평론가 상 '프랑코 아비아티상'과 '비오티상'을 수상했다. 1990년 프랑스 정부로부터 '문예행정가(Officier des Arts et des Lettres)’로 임명되었고, 2001년 2월, 그는 비엔나 시에서 황금훈장(Gold Medal of Merit)과 프랑크푸르트 시에서는 괴테 명예의 훈장(Goethe Badge of Honour)을, 2006년에는 독일에서 공로 훈장을 수여 받았다.